# Parque zoológico de Kristiansand
El Parque zoológico de Kristiansand (en noruego: Kristiansand Dyrepark) es un jardín zoológico y parque de atracciones situado a 11 km al este de Kristiansand, Noruega. Es la atracción más visitada de Noruega, y posee una superficie de 61 hectáreas (150 acres ).
Las casi cien especies animales incluyen lobos, linces, tigres, leones, guepardos, chimpancés, dantas, alces, cebras, y los orangutanes.
Otras atracciones incluyen por ejemplo el parque temático de Kardemomme by («Villa Cardamomo»), y Kaptein Sabeltanns Verden («El mundo del capitán Dientes de Sable»), un lugar dedicado a un pirata ficticio.